# Патуљасти гимнур
Патуљасти гимнур (Hylomys parvus) је врста сисара из реда Erinaceomorpha и породице јежева (Erinaceidae).

## Распрострањење
Ареал врсте је ограничен на једну државу. Индонезија је једино познато природно станиште врсте. Врста је присутна на подручју острва Суматра.

## Станиште
Станишта врсте су шуме и планине. Врста је по висини распрострањена од 2.000 до 3.000 метара надморске висине.

## Угроженост
Ова врста се сматра рањивом у погледу угрожености врсте од изумирања.